# George Carlin
George Denis Patrick Carlin (født 12. maj 1937 i New York, New York, død 22. juni 2008 i Santa Monica, Californien) var en amerikansk Grammy-vindende standupkomiker, skuespiller, samt forfatter. Han døde af følgerne på et hjerteanfald på St. Johns Hospital i Santa Monica, Californien.
Carlin var specielt kendt for sin politiske men også sorte humor, samt hans observationer indenfor bl.a. sprog, psykologi, og religion. Carlin og hans Seven dirty words (dansk "Syv beskidte ord"), er en liste over bandeord som medierne ikke ønsker kommer på tale, hverken i det virtuelle univers, men også i det virkelige. De Syv beskidte ord var derfor samt dertil central i en sag i den amerikanske højesteret i 1978 (F.C.C. v. Pacifica Foundation), hvor en smal retsafgørelse på 5-4 stemmer stadfæstede regeringens ret til at regulere Carlins "uanstændige" materiale i offentlige medier.
I 2000'erne fokuserede Carlins stand-up-rutiner på manglerne i den moderne amerikanske hverdag, hvor han ofte tog tidsrelevante politiske emner op til diskussion. Han er placeret som nummer to i TV-netværket Comedy Centrals liste over de 10 største standupkomikere, med snuden lige foran Lenny Bruce, dog overgået af Richard Pryor. Han optrådte ofte i The Tonight Show og var også ofte gæstevært mens Johnny Carson var showets hovedvært, og var også den første vært i showet Saturday Night Live.
Han var også med i TV-serien Thomas & Venner (Thomas & Friends) som fortæller fra 1991 — 1995, hvor han fik æren af at erstatte Ringo Starr.

## Udvalgt filmografi
- 1987: Enormt heldigt - Frank
- 1989: Frem til fortiden - Rufus
- 1991: Bill og Teds uovertrufne eventyr - Rufus
- 1999: Dogma - Kardinal Ignatius Glick
- 2001: Jay and Silent Bob Strike Back - Blaffer
- 2003: Scary Movie 3 - Arkitekten
- 2004: Jersey Girl - Bart Trinke
- 2006: Biler - Folkevognsrugbrødet Frede/Fillmore
- 2006: En Grimm Historie - The Wizard

## Diskografi
Studiealbum
- 1963: Burns and Carlin at the Playboy Club Tonight
- 1967: Take-Offs and Put-Ons
- 1972: FM & AM
- 1972: Class Clown
- 1973: Occupation: Foole
- 1974: Toledo Window Box
- 1975: An Evening with Wally Londo Featuring Bill Slaszo
- 1977: On the Road
- 1981: A Place for My Stuff
- 1984: Carlin on Campus
- 1986: Playin' with Your Head
- 1988: What Am I Doing in New Jersey?
- 1990: Parental Advisory: Explicit Lyrics
- 1992: Jammin' in New York
- 1996: Back in Town
- 1999: You Are All Diseased
- 2001: Complaints and Grievances
- 2006: Life Is Worth Losing
- 2008: It's Bad for Ya
- 2016: I Kinda Like It When a Lotta People Die[2]

Opsamlingsalbum
- 1978: Indecent Exposure: Some of the Best of George Carlin
- 1984: The George Carlin Collection
- 1992: Classic Gold
- 1999: The Little David Years